# El pequeño lord (anime)
El pequeño lord (小公子セディ Shōkōshi Sedi?, "Pequeño príncipe Cedie") es una serie de anime  basada en la novela Little Lord Fauntleroy ("El pequeño Lord Fauntleroy") de Frances Hodgson Burnett.  La serie fue emitida originalmente en Japón en el año 1988, parte del contenedor infantil World Masterpiece Theater o Meisaku de Nippon Animation.  El contenedor había antes y después producido una gran variedad de series de animación basadas en diferentes obras literarias infantiles; entre ellas estaban "Mujercitas" (1987) y "Las aventuras de Peter Pan" (1989).  En España, la serie fue emitida a través de Tele5 en las mañanas de febrero de 1993, como parte del programa Desayuna con alegría, presentado por Leticia Sabater.

## Argumento
El pequeño Cedie Erol vive en un popular barrio de la ciudad de Nueva York en los Estados Unidos de América sin saber que en realidad es el nieto del Conde de Dorincourt y por eso el heredero de la gran fortuna de una prodigiosa familia inglesa.  Tampoco sabe que hace muchos años su abuelo, el conde, había tenido un gran pleito con su padre al haberse casado con una mujer "común" americana.  Sin embargo, cuando el padre del pequeño muere, él se convierte en Lord Fauntleroy y él y su madre deberán viajar hasta Inglaterra; allí, el conde separa a Cedie de su madre, haciéndole a ella vivir en una vivienda pequeña apartada de su gran casa.  
El conde tiene prejuicios hacia los estadounidenses y trata a Cedie de una manera fría al principio, pero Cedie es un muchachito de gran corazón y dulzura, que poco a poco consigue ganarse el cariño de su abuelo y el de todos los que le rodean.  El dinero que él ahora posee no se lo guarda ni lo utiliza para sus propios bienes o caprichos, sino para los que necesitan de su ayuda.  El desdichado día en que unos impostores pretenden tomar el lugar de Cedie como Lord Fauntleroy, el niño tendrá amigos que le ayudarán a defender su nombre.

## Temas musicales
- Japón: (Inicio) "Bokura no cedie" y (cierre) "Dare ka wo aisuru tame ni" cantadas por Hikaru Nishida.
- España: "El pequeño lord" cantada por Sol Pilas.

## Episodios
1. Nueva York es mi hogar
2. Tengo un abuelo
3. ¿El abuelo es una mala persona?
4. Yo no sabía nada
5. Papá no te mueras
6. No lloro más
7. Protegeré a mi madre
8. Mi madre es francamente buena
9. Mamá ha caído enferma
10. No quiero ir a Inglaterra
11. Una noticia inesperada
12. Adiós Nueva York, mi hogar
13. Por qué tengo que vivir apartado de mi madre
14. Mi amigo el perro Dougal
15. No hables así
16. Coleen, esa chica tan encantadora
17. Soy muy feliz, al fin he conocido al abuelo
18. Abuelo, soy Ceddie
19. Un maravilloso paseo a caballo
20. El obsequio del pescador experto
21. El trébol de la suerte
22. El milagro de Cedric
23. Que no vea a su madre
24. Carta del señor Hoobs
25. Mi primer negocio
26. Me he caído del caballo
27. Algún día seré conde de Dorincourt
28. Mi abuelo juega conmigo
29. El abuelo se enfada con Newick
30. Yo curaré a mamá
31. Mi abuelo es un gran conde
32. El coche del abuelo
33. La decisión del abuelo
34. Cuidado con los ladrillos, Colleen
35. El incidente de Colleen
36. La fiesta de la cosecha
37. La abuela
38. Una noticia de Londres
39. ¿Quién es el verdadero caballero?
40. Ya no soy lord
41. El complot
42. El telegrama de América
43. Soy el pequeño lord